# Iron Mountain
Iron Mountain é uma cidade localizada no estado americano de Michigan, no Condado de Dickinson.

## Demografia
Segundo o censo americano de 2000, a sua população era de 8154 habitantes.
Em 2006, foi estimada uma população de 7980, um decréscimo de 174 (-2.1%).

## Geografia
De acordo com o United States Census Bureau tem uma área de
20,2 km², dos quais 18,6 km² cobertos por terra e 1,6 km² cobertos por água. Iron Mountain localiza-se a aproximadamente 347 m acima do nível do mar.

## Localidades na vizinhança
O diagrama seguinte representa as localidades num raio de 36 km ao redor de Iron Mountain.